# Vrbice (Karlovy Vary)
Vrbice é uma comuna checa localizada na região de Karlovy Vary, distrito de Karlovy Vary‎.